# Sandskinkar
Sandskinkar (Scincus) är ett släkte av ödlor som ingår i familjen skinkar. Släktets utbredning omfattar Arabiska halvön och norra Afrika (Saharaöknen). Släktet är typsläkte för familjen skinkar (Scincidae) och underfamiljen Scincinae. I litteratur sågs länge den österrikiske naturhistorikern Laurenti, enligt en beskrivning från 1768 i boken Specimen Medicum, som släktets auktor, och typart för släktet enligt den beskrivningen blir apotekarskink (Scincus scincus). Men enligt en annan, senare upptäckt, bok, kan fransmannen Garsault redan 1764 ha använt namnet Scincus med syftning på släkte, och de två franska herpetologerna Alain Dubois och Roger Bour tillskrev i en avhandling från 2010 Garsault som den som först beskrev släktet.

## Arter
Enligt The Reptile Database har släktet fem arter:
- Scincus albifasciatus Boulenger, 1890
- Scincus conirostris (Blanford, 1881)
- Scincus hemprichii Wiegmann, 1837
- Scincus mitranus Anderson, 1871
- Apotekarskink (Scincus scincus) (Linnaeus, 1758)

Både Scincus albifasciatus och Scincus conirostris  har tidigare setts om underarter till apotekarskink.